# Lenna (fénykép)
Lenna néven vált ismertté a különböző képfeldolgozó algoritmusok teszteléséhez és összehasonlításához a legszélesebb körben használt tesztkép, mely a Playboy magazin egyik Playmate-jéről, Lena Söderbergről készült.

## Története
1973 nyarán a Dél-kaliforniai Egyetem jel- és képfeldolgozással foglalkozó intézetének egyik professzora, Alexander Sawchuk munkatársaival egy konferencia anyagához keresett egy megfelelő fényképet, de már elegük volt a hagyományos és unalmas tesztképekből. Valami újat szerettek volna, ami nem hasonlít a régi szabványos képekhez. Állítólag a keresgélés közepén lépett be valaki a Playboy egyik számával a kezében. Az ominózus szám az 1972. évi novemberi volt, melyben Dwight Hooker fotósorozatát tették közzé a svéd Lena Söderbergről. A Lenáról készült egyik felvétel azonnal felkeltette Sawchuk és munkatársai figyelmét: a magazin közepén található kihajtható poszter, melyen Lena a válla fölött nézett a kamerába. A posztert kivették a lapból, hogy beszkenneljék, azonban a szkenner felbontása korlátozott volt, így csak a kép egy részletét tudták a megfelelő felbontásban digitalizálni. A digitalizált képrészlet mérete így 512 x 512 pixel méretű lett. A képre – a modell keresztneve után – Lennaként hivatkoztak. (Bár a modell keresztneve Lena, de a lapban Lenna Sjööblom néven tüntették fel.) 
A Dél-karolinai egyetem munkatársai által készített képkivágás mindenben megfelelt egy tesztképpel szemben támasztott követelményeknek: részletgazdag, jól megvilágított felvétel volt, mely bővelkedett árnyékokban és textúrákban, mindabban, amire egy tesztképnek szüksége volt. A tesztképeket a képfeldolgozó algoritmusok és metódusok (mint például a nagyítás) összehasonlítására és tesztelésére szolgálnak. Az azonos képeken végrehajtott különböző műveletek összevetése hozta a legobjektívebb eredményt. A beszkennelt nyuszilány fotója az évek során egyre szélesebb körben terjedt el a képfeldolgozással foglalkozó cégek, intézetek és programozók körében, és az egyik fő referenciaképpé vált. 
A kép népszerűségének oka egyik oldalról az volt, hogy megfelelt a szakmai elvárásoknak, de tagadhatatlan, hogy ebben szerepet játszott az is, hogy ezen a tesztképen – szemben a többi elcsépelt és hétköznapi témával – egy vonzó nő, Lena volt látható. Ugyanakkor van, aki pont a vonzereje miatt tartja a Lenáról készült felvételt alkalmatlannak arra, hogy tesztképként használják, hiszen egy szép nő látványa elvonja a figyelmet a képfeldolgozó algoritmusokról és a munkáról.